# Girón (Ekwador)
Girón – miasto w Ekwadorze, w prowincji Azuay, siedziba kontonu Girón.